# Ungarische Unihockeynationalmannschaft der Frauen
Die ungarische Unihockeynationalmannschaft der Frauen repräsentiert Ungarn bei Länderspielen und internationalen Turnieren in der Sportart Unihockey. Die beste Platzierung der Ungarinnen ist der 12. Platz an der Weltmeisterschaft 2009.

## Platzierungen

### Weltmeisterschaften
| WM   | Austragungsort(e)           | Platz                                                     |
| ---- | --------------------------- | --------------------------------------------------------- |
| 1997 | Mariehamn und Godby         | –                                                         |
| 1999 | Borlänge                    | –                                                         |
| 2001 | Riga                        | 15. Platz                                                 |
| 2003 | Bern, Gümligen und Wünnewil | 17. Platz                                                 |
| 2005 | Singapur                    | 14. Platz                                                 |
| 2007 | Frederikshavn               | 13. Platz                                                 |
| 2009 | Västerås                    | 12. Platz                                                 |
| 2011 | St. Gallen                  | 14. Platz                                                 |
| 2013 | Brünn, Ostrava              | 14. Platz                                                 |
| 2015 | Tampere                     | nicht qualifiziert                                        |
| 2017 | Bratislava                  | nicht qualifiziert                                        |
| 2019 | Neuenburg                   | nicht qualifiziert                                        |
| 2021 | Uppsala                     | keine Qualifikationsturniere aufgrund der Corona-Pandemie |
| 2023 | Singapur                    | nicht qualifiziert                                        |

## Trainer
- 2015-jetzt Norbert Bak